# Hosta
Hosta é uma comuna francesa na região administrativa da Nova Aquitânia, no departamento dos Pirenéus Atlânticos. Estende-se por uma área de 15,83 km². Em 2010 a comuna tinha 87 habitantes (densidade: 5,5 hab./km²).